# 805

## Nașteri
- Abu Tammam, poet arab din Bagdad (d.c. 845)

- Judith de Bavaria, împărăteasă a francilor (d. 843)

## Decese
- Anselm de Friuli, călugăr din Ordinul benedictin, primul abate de Nonantola, ulterior canonizat (n. ?)